# ارونو (مینه‌سوتا)
ارونو، مینه‌سوتا (به انگلیسی: Orono, Minnesota) یک شهر در ایالات متحده آمریکا است که در شهرستان هنپین، مینه‌سوتا واقع شده‌است.

## خصوصیات
ارونو ۶۴٫۸ کیلومترمربع مساحت و ۷٬۴۳۷ نفر جمعیت دارد و ۲۹۶ متر بالاتر از سطح دریا واقع شده‌است.